# Zhou Xiaoyang
Zhou Xiaoyang (geboren am 24. September 2002) ist ein chinesischer Skispringer.

## Werdegang
Zhou Xiaoyang trat ab 2020 zu ersten internationalen Wettbewerben der Fédération Internationale de Ski im FIS Cup an. Bei den Nordischen Junioren-Skiweltmeisterschaften 2020 in Oberwiesenthal sprang er im Einzelwettkampf auf den 60. und im Mixed-Team-Wettkampf gemeinsam mit Shao Birun, Wang Liangyao und Zhu Honglin auf den 14. Platz.
Im Sommer-Continental-Cup 2021 gab er am 17. Juli bei zwei Wettbewerben im finnischen Kuopio sein Debüt im Skisprung-Continental-Cup und belegte hierbei einen 32. sowie einen 38. Platz. Im Winter 2021/22 gewann er in Zhangjiakou mit einem 24. sowie einem 17. Rang seine ersten Continental-Cup-Punkte.
Bei den Olympischen Winterspielen 2022 in Peking beziehungsweise Zhangjiakou, an denen er für die chinesische Delegation teilnahm, erreichte er im Mannschaftsspringen der Männer von der Großschanze zusammen mit Zhen Weijie, Lyu Yixin und Song Qiwu den elften Platz. Es war sein einziger Start bei diesen Winterspielen.